# Blaž Furdi
Blaž Furdi (27 de maig de 1988) és un ciclista eslovè, professional des del 2007 fins al 2012.
En un control realitzat al maig de 2012 va donar positiu per amfetamines. L'UCI el va suspendre amb dos anys i els seus resultats al SEB Tartu GP i al Gran Premi de Tallinn-Tartu van ser anul·lats.

## Palmarès
- 2006
  - Vencedor d'una etapa al Giro de Toscana júnior
- 2010
  -  Campionat d'Eslovènia sub-23 en ruta
  - 1r al Gran Premi Palio del Recioto
  - Vencedor d'una etapa a l'Istrian Spring Trophy